# Cutty Sark

Die Cutty Sark mit dem von Kapt. Woodget reduzierten Rigg, aufgenommen von ihm selbst, 1890

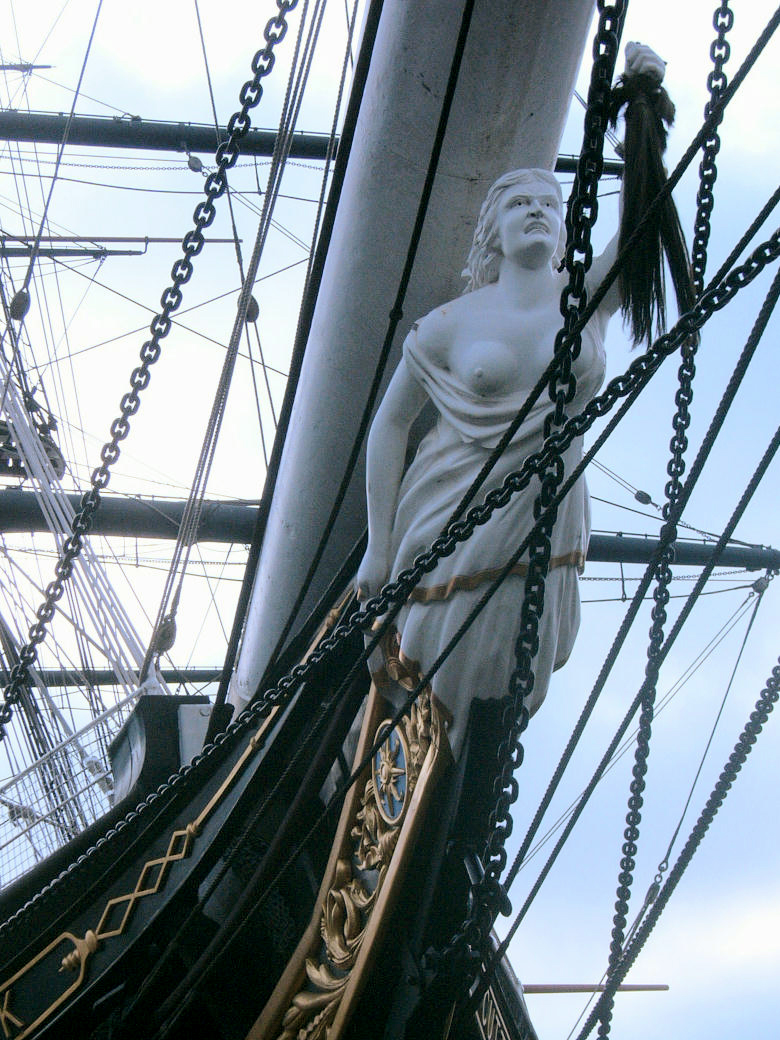
Galionsfigur der Cutty Sark, die Hexe Nannie

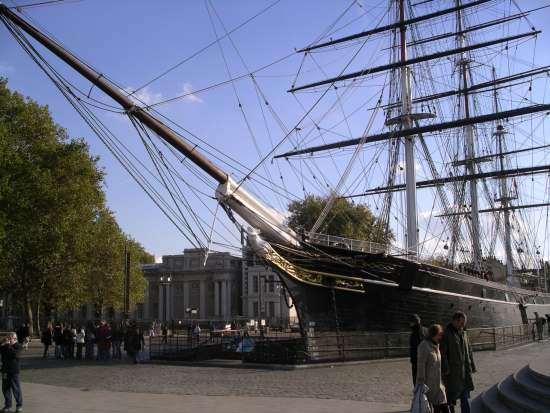

Die Cutty Sark ist ein englischer Tee- und Wollklipper. Sie wurde 1869 fertiggestellt und war eines der schnellsten Segelschiffe ihrer Zeit. Sie war einer der letzten Klipper, der für den Seehandel gebaut wurde. 1954 wurde sie in einem speziellen Trockendock in Greenwich, London, als Museumsschiff aufgelegt. Sie brannte im Mai 2007 fast vollständig aus und wurde nach einer Restaurierung am 25. April 2012 wiedereröffnet. Am 19. Oktober 2014 wurde sie erneut durch einen Decksbrand beschädigt.

## Name
Der Name des Schiffes entstammt Robert Burns’ berühmtem Werk Tam O’Shanter (1791), in dessen Mundart, dem Lowland Scots, auch Lallans genannt, er ein „kurzes (Unter)hemd“ bedeutet, das der schönen Hexe Nannie gehört. Das Schiff hat dementsprechend als Galionsfigur eine Dame – die Nannie – mit einem kurzen Hemdchen bekleidet und einem Strick in der ausgestreckten linken Hand (anstelle des Schweifes von Tams Pferd, den sie bei dessen Verfolgung nur ergreifen konnte). Die Portugiesen nannten sie deshalb, als der Segler ab 1895 unter ihrer Flagge fuhr, in Fortführung der Tradition Pequena Camisola („kleines Hemd“) anstelle ihres offiziellen Namens Ferreira (und später Maria do Amparo).

## Schiffsgeschichte
Die Cutty Sark wurde in Dumbarton (Schottland) am Fluss Leven (mündet in den Firth of Clyde westlich von Glasgow) auf der Werft Scott & Linton für den Londoner Reeder John Willis gebaut und lief am 25. November 1869 vom Stapel. Ihr Motto am Bug: „Where there’s a Willis a way – Where there’s a will is a way“ („Wo ein Willis ist, ist auch ein Weg“) – ein Wortspiel mit dem Namen des Reeders Willis, der stets einen hohen weißen Zylinder trug. Die Bauwerft Scott & Linton, die für das Schiff einen Preis von 16.500 Pfund Sterling vereinbart hatte, musste zum Ende der Bauzeit Konkurs anmelden – die Cutty Sark war ihr einziges je gebautes großes Schiff. Die Werft William Denny and Brothers vollendete den Bau.
Zunächst wurde der Klipper bis 1877 im Teetransport eingesetzt. Das Schiff gewann nie eines der berühmten Teerennen, unter anderem wegen der Besonnenheit ihrer Kapitäne G. Moodie und F. W. Moore. Nach der Eröffnung des Sueskanals (17. November 1869) wurde der Teetransport von Dampfschiffen übernommen, die in 42 Tagen den Seeweg von Shanghai durch den Sueskanal nach England schafften, während die Cutty Sark für die Reise um das Kap der Guten Hoffnung 102 Tage brauchte. Später fuhr es als Trampschiff mit diversen Frachten. Nach einer harten Zeit zwischen 1877 und 1882 wurde die Cutty Sark 1885 unter ihrem siebenten und am längsten auf ihr dienenden Kapitän Richard Woodget zum schnellsten Segelschiff ihrer Größe und Zeit (Wollfahrten um Kap Hoorn), setzte etliche Rekorde und schlug auch ihre alte Rivalin Thermopylae. Kapitän Woodget ließ zunächst die Spieren und den Großmast um die Skystenge kürzen und dazu alle Leesegel entfernen, die für die Fahrten in den Roaring Forties nicht benötigt wurden, was eine Reduzierung der Mannschaft von 28 auf 20 Mann ermöglichte. Nachdem er mit dem geänderten Rigg zufrieden war, brach Woodget mit dem Schiff zu seiner ersten Reise nach Australien auf, führte das Schiff zehn Jahre lang und machte es berühmt.
1895 für 2100 Pfund Sterling an die portugiesische Reederei „J. A. Ferreira & Companhia“ verkauft und in Ferreira umbenannt, wurde sie nach Entmastung 1916 nahe dem Kap der Guten Hoffnung aus Kostengründen zur Barkentine umgeriggt. 1922 wurde sie an die „Companhia Nacional de Navigação“ veräußert und in Maria do Amparo umbenannt. Im selben Jahr lief das desolate Schiff, von einem Ausbesserungsaufenthalt aus London kommend, wegen eines Sturmes in den Hafen von Falmouth ein. Der pensionierte Kapitän Wilfred Dowman erkannte das 53 Jahre alte, von ihm schon als Schiffsjunge stets hochgeschätzte Schiff wieder und kaufte es in Lissabon dem portugiesischen Eigner für 3.750 Pfund Sterling ab, verholte es nach Falmouth und restaurierte es mit Unterstützung seiner Gemahlin, die seinen Enthusiasmus für das schöne Schiff teilte, in den Originalzustand. Es diente in Falmouth bis 1938 als stationäres Ausbildungsschiff. 1938 kam die Cutty Sark als Geschenk der Witwe Kapitän Dowmans an das Thames Nautical Training College in Greenhithe (bis 1949). Im Jahr 1954 wurde das berühmte Schiff auf seiner letzten Seereise in das eigens dafür gebaute Trockendock in Greenwich überführt, wo es seit 1957 als Museumsschiff zugänglich ist.
Anfang Oktober 2006 wurde das Schiff für umfangreiche Restaurierungsarbeiten geschlossen und sollte 2009 wiedereröffnet werden. Am 21. Mai 2007 kam es, vermutlich durch einen defekten Staubsauger, zu einem Brand, bei dem der Schiffsrumpf weitgehend ausbrannte. Glücklicherweise war damals wegen der Arbeiten etwa die Hälfte der Schiffsausrüstung – beispielsweise die Masten und das Steuerrad – ausgelagert und zu Restaurierungszwecken bereitgestelltes Teakholz aus dem 19. Jahrhundert (im Wert von 400.000 Pfund Sterling) war noch nicht verbaut. Auch wurde das Stahlskelett durch das Feuer nicht völlig zerstört. Dank dieser Umstände war ihre vollständige Restaurierung möglich; das Schiff wurde am 25. April 2012 im Beisein von Königin Elisabeth II. und Prinz Philip wiedereröffnet. Am 18. Oktober 2014 wurde das Schiff durch ein Feuer auf Deck beschädigt.

## Schiffsdaten
- Konstruktion: Komposit-Rumpf (Eisen/Holz) als Glattdecker; Eisenkiel (auf Holzkiel), Eisenbänder und Eisenverstärkungsteile, Unterwasserschiff mit Muntzmetall (einer Messing-Art) plattiert
- Rigg: Vollschiff mit geteilten Mars-, einfachen Bram-, Royal-, Lee-, Groß-Skysegel (Teeklipperrigg); 1885 reduziertes Rigg; 1916 Barkentine; 1923 Originalrigg
- Einsatz: bis 1877 Teeklipper, Trampschiff, 1885–1895 Wollklipper, 1923–1938 stationäres Ausbildungsschiff; seit 1957 Museumsschiff
- Stapellauf: 23. November 1869 (Namensvorschlag und Taufe von Frau Moodie, der Kapitänsgattin)
- Jungfernfahrt: 16. Februar 1870 nach Shanghai, China
- Unterscheidungssignal: J K W S
- Bauwerft: Scott & Linton, Dumbarton, Schottland, vollendet von Denny & Bros.; Aufriggen in Greenock
- Konstrukteur: Hercules Linton
- Reederei: John Willis (bekannt als „Old White Hat“ John „Jock“ Willis), London
- weitere Reedereien: J. A. Ferreira & Cia., Companhia Nacional de Navigação, Lissabon; Thames Nautical Training College, Greenhithe
- weitere Namen: 1895 Ferreira, 1922 Maria do Amparo, 1923 Cutty Sark
- Heimathafen: London, England; Lissabon, Portugal; Falmouth, England; Greenhithe, England; London.
- Galionsfigur: Nannie (Hexe aus Tam O’Shanter von Robert Burns, bekleidet mit dem kurzen Hemd)
- Länge über alles (Lüa): 85,35 m (280' (ft.))
- Länge Galion–Heck (Rumpflänge): 64,77 m (212' 6")
- Länge an Deck (LaD): 62,8 m (206')
- Länge in der KWL (LWL): 60,2 m (197' 6")
- Länge zwischen den Loten (LzL, LPp): 58,5 m (192')
- Breite: 11 m (36')
- Raumtiefe: 6,7 m (22' 6") (Schiffsinnenmaß)
- Seitenhöhe: 7,8 m
- Tiefgang: 6,4 m (21')
- Vermessung: 963 BRT (Bruttoregistertonnen) / 921 NRT (Nettoregistertonnen)
- Verdrängung: 2.700 tons / 2.747 t (Schiffsmasse 1.079 tons/1.096 t inkl. Ladung) max. bei 6,4 m Tiefgang
- Ladekapazität/Tragfähigkeit: 1.672 tons / 1.700 t (1 tn.l. = 1,016 t) max.
- Segelfläche: 3.000 m² (43: 16 Rah-, 4 Stag-, 4 Vor-, 18 Leesegel, 1 Besan); Länge Großrah: 23,7 m (78'); 1885 Reduktion auf 24 Segel ohne Lee- und Skysegel
- Masthöhe: 46,3 m (152'; Masttop-Deck), später 44,5 m (145' 9"); Länge des einziehbaren Klüverbaumes (inkl. Bugspriet) 18,3 m (60')
- Hilfsmaschinen: keine
- Baukosten: £ 20.223 (M 404.460 = $ 96.300; heutiger Wert (2014): 10.000.000 GBP)
- Klassifikation: Lloyd’s / Bureau Véritas 16A
- Erster Schiffsführer: George Moodie 1869/72
- weitere Kapitäne: Frederick W. Moore 1872/73; Wm. E. Tiptaft 1873/78; John S. Wallace 1878/80; Wm. Bruce 1880/82; E. Moore 1882/85; Ri. Woodget 1885/95; Frederico di Sousa 1914/18; Wilfred Dowman 1922/36.
- Besatzung: 28–35 Mann
- Höchstgeschwindigkeit: 17,15 kn
- Bestes Etmal: 369 sm

## Sonstiges
Unweit des heutigen festen Standorts des Schiffes befindet sich die Station Cutty Sark der Docklands Light Railway.
Nach der Cutty Sark wurden ein Scotch Whisky (Cutty Sark Scots Whisky von Berry Bros. & Rudd) und indirekt auch eine Langstreckenregatta für Segel-Ausbildungsschiffe benannt: Die erstmals 1956 ausgetragene und seither in verschiedenen europäischen Gewässern stattfindende, von Millionen Zuschauern verfolgte Regatta Tall Ships’ Races wurde von 1973 bis 2003 von Berry Bros & Rudd gesponsert, die den Cutty Sark Scots Whisky vertrieben. Die Regatta wurde in dieser Zeit unter dem Namen Cutty Sark Tall Ships’ Races berühmt und erst 2003 wieder zu Tall Ships’ Races umbenannt.
Das Schicksal der Cutty Sark als auf dem Trockenen liegende Touristenattraktion wird auch in einem Lied (Single handed sailor auf dem Album Communiqué von 1979) der Dire Straits thematisiert.
Die Cutty Sark ist Schauplatz der Handlung des Kapitels Der Cowboy-Käpt’n der Cutty Sark aus Don Rosas Onkel-Dagobert-Biographie Sein Leben, seine Milliarden.